# Clara Bernklau
Clara Bernklau (* 8. April 1997 in Regensburg) ist eine deutsche Filmschauspielerin.
2008 war sie zum ersten Mal im Alter von elf Jahren in der Serie K11 – Kommissare im Einsatz als ‚Lisa Helling‘ in der Episode Das zerbrochene Familienglück zu sehen. In weiteren Filmen wie Kommissarin Lucas und Dr. Hope wirkte sie mit. Im Kinofilm Der grosse Kater stand sie als krebskrankes Kind neben Bruno Ganz vor der Kamera. 2009 spielte sie eine Hauptrolle im Imagefilm für die Firma Netzsch und drehte ein Musikvideo für den „Be a Star“-Wettbewerb. 2010 übernahm Bernklau im Kunstfilm Trabanten von Michaela Schweiger die Rolle der ‚Manuela Silberstein‘.

## Auszeichnungen
- Der grosse Kater – 2009 Bayerischer Filmpreis

## Filmografie
- 2008: Via Herculaneum
- 2008: K11 – Kommissare im Einsatz
- 2008: Kommissarin Lucas – Vergessen und Vergeben
- 2008: Dr. Hope
- 2008: Der grosse Kater
- 2009: Musikvideo
- 2009: Imagefilm
- 2010: Trabanten